# Silnice II/194
Silnice II/194 je pozemní komunikace v západních částech České republiky, kde spojuje obce Chyše a Podbořanský Rohozec. Postupně prochází obcemi Bošov, kde křižuje silnici I/6, dále Vrbice, Valeč a Nová Ves.